# Guts of a Virgin
Guts of a Virgin je debutové EP skupiny Painkiller, vydané v roce 1991. Album produkoval John Zorn, saxofonista skupiny. V roce 1998 album vyšlo společně s EP Buried Secrets na jednom CD.

## Seznam skladeb
| Pořadí         | Název                     | Délka |
| -------------- | ------------------------- | ----- |
| 1.             | Scud Attack               | 3:07  |
| 2.             | Deadly Obstacle Collage   | 0:21  |
| 3.             | Damage to the Mask        | 2:43  |
| 4.             | Guts of a Virgin          | 1:19  |
| 5.             | Handjob                   | 0:10  |
| 6.             | Portent                   | 4:00  |
| 7.             | Hostage                   | 2:24  |
| 8.             | Lathe of God              | 0:56  |
| 9.             | Dr. Phibes                | 3:00  |
| 10.            | Purgatory of Fiery Vulvas | 0:26  |
| 11.            | Warhead                   | 1:12  |
| 12.            | Devil's Eye               | 4:37  |
| Celková délka: | Celková délka:            | 24:15 |

## Sestava
- John Zorn – altsaxofon, zpěv
- Bill Laswell – baskytara
- Mick Harris – bicí, zpěv[4]